# 527 км
527 км (рос. 527 км) — селище у складі Таштагольського району Кемеровської області, Росія. Входить до складу Каларського сільського поселення.

## Населення
Населення — 27 осіб (2010; 18 у 2002).
Національний склад (станом на 2002 рік):
- росіяни — 50 %